# Chasmanthium latifolium
Chasmanthium latifolium är en gräsart som först beskrevs av André Michaux, och fick sitt nu gällande namn av Harris Oliver Yates. Chasmanthium latifolium ingår i släktet Chasmanthium och familjen gräs. Inga underarter finns listade i Catalogue of Life.
Artens utbredningsområde anges som centrala Kanada, centrala och östra USA och nordöstra Mexiko.

## Bildgalleri

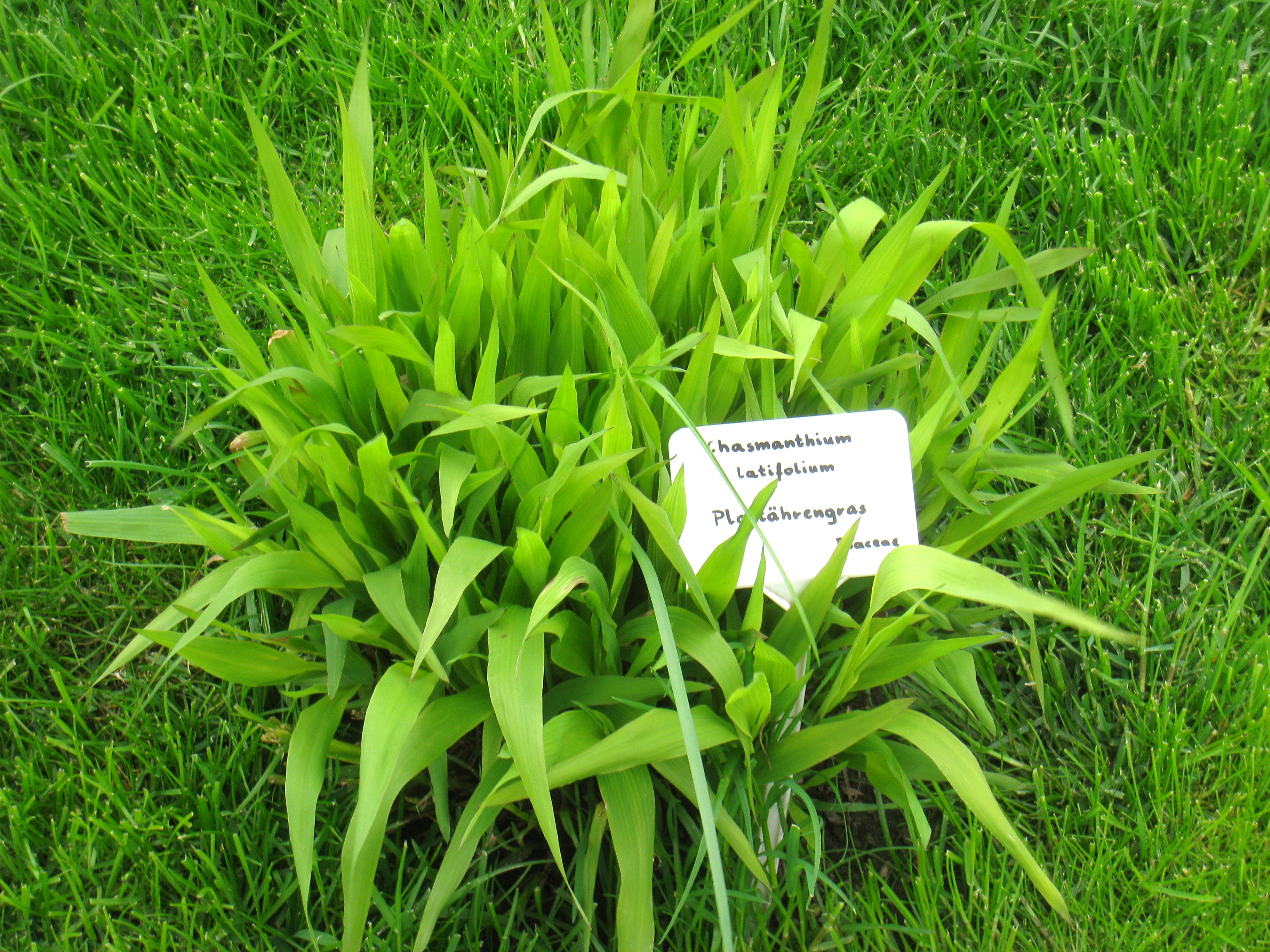
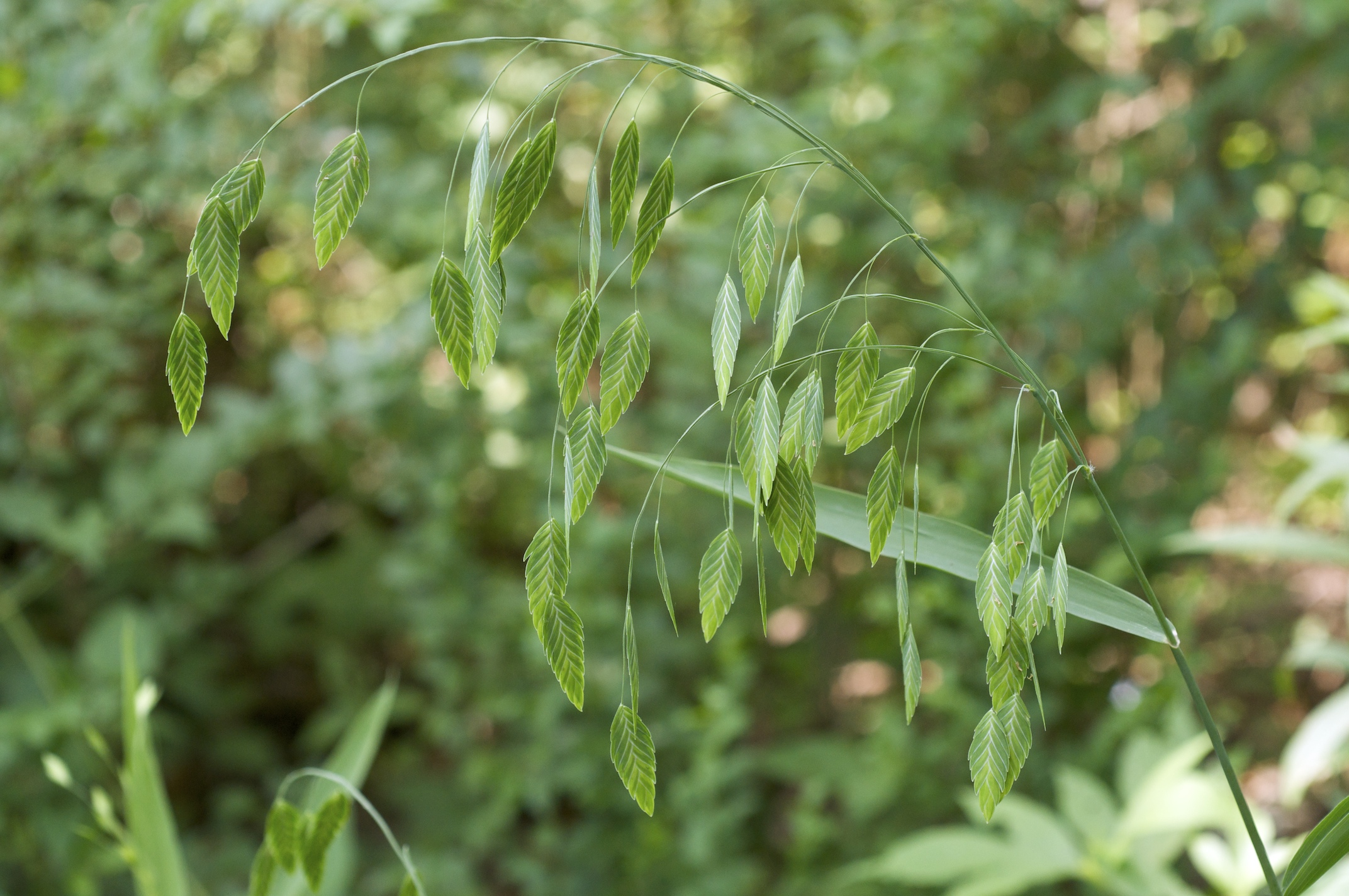
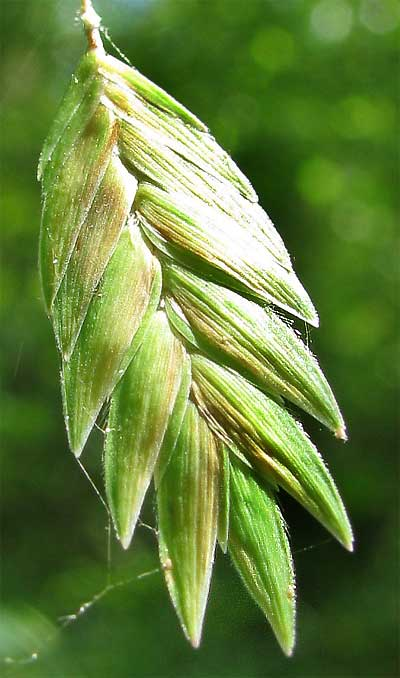